# Мерріонетт-Парк (Іллінойс)
Мерріонетт-Парк (англ. Merrionette Park) — селище (англ. village) в США, в окрузі Кук штату Іллінойс. Населення — 1969 осіб (2020).

## Географія
Мерріонетт-Парк розташований за координатами 41°40′52″ пн. ш. 87°42′4″ зх. д. / 41.68111° пн. ш. 87.70111° зх. д. (41.681117, -87.701212).  За даними Бюро перепису населення США в 2010 році селище мало площу 0,97 км², уся площа — суходіл.

## Демографія
Згідно з переписом 2010 року, у селищі мешкало 1900 осіб у 895 домогосподарствах у складі 465 родин. Густота населення становила 1956 осіб/км².  Було 951 помешкання (979/км²).
Расовий склад населення:
| - 82,7 % — білих - 10,1 % — чорних або афроамериканців - 1,0 % — азіатів - 0,2 % — вихідців з тихоокеанських островів - 0,1 % — корінних американців - 4,0 % — осіб інших рас |

До двох чи більше рас належало 2,0 %. Частка іспаномовних становила 12,1 % від усіх жителів.
За віковим діапазоном населення розподілялося таким чином: 19,4 % — особи молодші 18 років, 65,7 % — особи у віці 18—64 років, 14,9 % — особи у віці 65 років та старші. Медіана віку мешканця становила 41,6 року. На 100 осіб жіночої статі у селищі припадало 95,3 чоловіків;  на 100 жінок у віці від 18 років та старших — 93,7 чоловіків також старших 18 років.
Середній дохід на одне домашнє господарство  становив 55 964 долари США (медіана — 46 016), а середній дохід на одну сім'ю — 72 036 доларів (медіана — 61 875). Медіана доходів становила 51 549 доларів для чоловіків та 38 083 долари для жінок. За межею бідності перебувало 7,1 % осіб, у тому числі 6,3 % дітей у віці до 18 років та 4,5 % осіб у віці 65 років та старших.
Цивільне працевлаштоване населення становило 907 осіб. Основні галузі зайнятості: освіта, охорона здоров'я та соціальна допомога — 33,4 %, роздрібна торгівля — 9,4 %, мистецтво, розваги та відпочинок — 9,4 %.